# Totò contre Maciste
Pour les articles homonymes, voir Maciste.
Pour plus de détails, voir Fiche technique et Distribution.
Totò contre Maciste (Totò contro Maciste) est une comédie italienne de Fernando Cerchio sorti en 1962. 
Il s'agit d'une parodie d'un péplum, un genre qui connaissait un grand succès à l'époque en Italie,,.

## Synopsis
Totokamen est un artiste qui se produit dans divers lieux en Égypte, assisté de son impresario, Tarantenkamen. Totokamen se fait passer pour le fils du dieu Amon en usant d'artifices peu coûteux. Pendant ce temps, le pharaon est confronté à la trahison inexplicable de son fidèle Maciste, qui (drogué avec un philtre d'amour par l'épouse infidèle du pharaon) mène l'invasion assyrienne. Pour faire face à l'urgence, un ministre qui a assisté au spectacle de Totokamen est convaincu que l'homme est en réalité un demi-dieu et le fait convoquer par le pharaon.
Totokamen et Tarantenkamen souhaitent profiter de la crédulité du pharaon, mais craignent en même temps un affrontement avec Maciste. Ils acceptent donc la demande du pharaon mais ne cessent d'inventer des prétextes pour repousser l'affrontement guerrier. Entre-temps, Maciste progresse et la situation en Égypte devient de plus en plus critique.
Par un concours de circonstances, Totokamen finit par se convaincre qu'il est bien le fils d'Amon et, malgré les tentatives de dissuasion de Tarantenkamen, se prépare à mener réellement l'armée d'Egypte contre celle des Assyriens, dirigée par Maciste. Parmi les soldats adverses, Totokamen rencontre Sabakis, qui lui révèle qu'il est son véritable père, émigré en territoire assyrien alors qu'il était encore enfant. Comprenant qu'il s'est illusionné sur sa nature semi-divine, Totokamen s'enfuit vers le palais du pharaon, où il est néanmoins contraint de se confronter à Maciste.
Grâce à quelques plaisanteries et à des qualités athlétiques insoupçonnées dues au désespoir, Totokamen parvient à affronter le puissant guerrier jusqu'à ce qu'un coup de tête fortuit ramène Maciste à la raison, grâce aussi à l'épuisement de la potion utilisée pour le manipuler. Le pharaon découvre alors la supercherie ourdie dans son dos par sa femme, et se réconcilie avec sa fille, amoureuse de Maciste. Totokamen profite de la confusion pour s'enfuir avec son fidèle Tarantenkamen et son père retrouvé, et tous restent persuadés d'avoir été sauvés par un demi-dieu.

## Fiche technique
- Titre français : Totò contre Maciste[4]
- Titre italien : Totò contro Maciste[5]
- Réalisation : Fernando Cerchio
- Scénario : Ottavio Poggi, Ugo Liberatore, Bruno Corbucci, Giovanni Grimaldi, Gastone Da Venezia
- Photographie : Angelo Lotti
- Montage : Antonietta Zita (it)
- Musique : Francesco de Masi
- Décors : Antonio Visone (it)
- Costumes : Giancarlo Bartolini Salimbeni (it)
- Production : Giampaolo Bigazzi, Ottavio Poggi, Nino Battiferri
- Sociétés de production : Wanguard Film, Liber Film
- Pays de production :  Italie
- Langue originale : italien
- Format : Couleurs par Eastmancolor - 2,35:1 - Son mono - 35 mm
- Durée : 92 minutes
- Genre : comédie
- Dates de sortie : 
  - Italie : 28 février 1962
  - France : 21 août 1964[4]

## Distribution
- Totò : Totokamen ; Sabakis, son père
- Nino Taranto : Tarantenkamen
- Samson Burke : Maciste
- Nadine Sanders : pintade
- Nerio Bernardi : Pharaon Ramsis
- Gabriella Andreini : Néfertite, fille de Ramsis
- Luigi Pavese : propriétaire de boîte de nuit
- Nino Marchetti (it) : grand dignitaire
- Piero Palermini : Baitan
- Carlo Taranto : conseiller assyrien